# Humboldt (Iowa)
Humboldt ist eine Kleinstadt (mit dem Status "City") im Humboldt County im mittleren Norden des US-amerikanischen Bundesstaates Iowa. Das U.S. Census Bureau hat bei der Volkszählung 2020 eine Einwohnerzahl von 4.792 ermittelt.

## Geografie
Humboldt liegt am westlichen Des Moines River. Etwa vier Kilometer südlich der Stadt fließt dieser mit dem östlichen Arm (Eastern Fork Des Moines River) zusammen. 
Die Stadt liegt auf 42°43′15″ nördlicher Breite und 94°12′55″ westlicher Länge und erstreckt sich über 12,4 km², die sich auf 12,0 km² Land- und 0,4 km² Wasserfläche verteilen.
Die Nachbarorte von Humboldt sind Dakota City (unmittelbar an der östlichen Stadtgrenze gelegen), Badger (17,6 km südöstlich) und Rutland (11,2 km nordwestlich).
Die nächstgelegenen größeren Städte sind Waterloo (194 km ostsüdöstlich), Iowas Hauptstadt Des Moines (184 km südöstlich), Nebraskas größte Stadt Omaha (290 km südwestlich), Sioux City (206 km westlich) und Minneapolis, die größte Stadt Minnesotas (326 km nordnordöstlich).

## Verkehr
Im Zentrum der Stadt kreuzen der in Nord-Süd-Richtung verlaufende U.S. Highway 169 und der Iowa Highway 3. Alle weiteren Straßen innerhalb des Stadtgebiets sind in der Nummerierung untergeordnet.
Im Nordwesten des Stadtgebiets liegt der Humboldt Municipal Airport. Der nächstgelegene größere Flughafen ist der Fort Dodge Regional Airport im 25,8 km südlich gelegenen Fort Dodge, über den die Region mit Zubringerflügen Anschluss an den Minneapolis-Saint Paul International Airport hat.

## Söhne und Töchter der Stadt
- Frank Gotch (1878–1917), Ringer
- Bruce L. Clark (1880–1945), Paläontologe
- Christian Clemenson (* 1958), Schauspieler